# Dunwich (Royaume-Uni)
Pour les articles homonymes, voir Dunwich.
Dunwich (ˈdʌnɨtʃ) est une bourgade côtière du Suffolk (Angleterre), dans l'Area of Outstanding Natural Beauty de Suffolk Coast and Heaths.
Dunwich fut la capitale du royaume d'Est-Anglie il y a 1 500 ans, mais le port et la plus grande partie de la ville ont disparu en raison de l'érosion côtière. Son déclin commença en 1286-1288 lorsque de fortes tempêtes, dont l'inondation de la Sainte-Lucie, atteignirent les côtes de l'Est-Anglie ; d'autres tempêtes, en 1328 et surtout en 1342, firent s'effondrer dans la mer environ 400 maisons et plusieurs églises. La ville fut finalement réduite à la taille du village qu'elle est aujourd'hui. La côte continue à reculer d'environ un mètre par an, et les derniers vestiges historiques pourraient disparaître d'ici 70 ans.
Il existe un projet visant à faire redécouvrir la cité engloutie au moyen de caméras sous-marines.
Dunwich a été l'un des plus célèbres des bourgs pourris (rotten boroughs) aux XVIIIe siècle et XIXe siècle, ayant, avec seulement 44 maisons et 32 électeurs, le droit d'élire deux membres à la Chambre des communes.